# Poudrerie nationale d'Esquerdes
La poudrerie nationale d'Esquerdes est une poudrerie créée en France dans le département du Pas-de-Calais (dans la commune d'Esquerdes) à l'époque de Louis XIV pour fournir les armées et répondre à certains besoins civils.

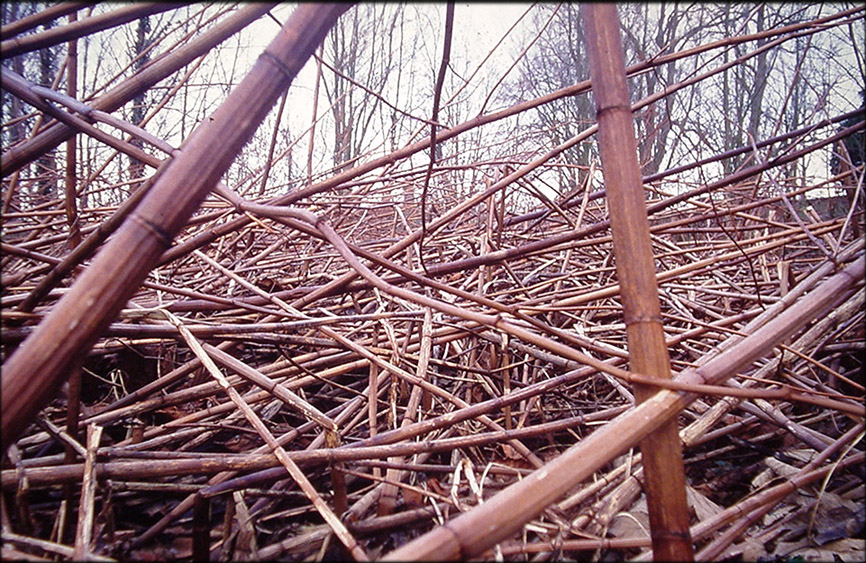
Tapis de tiges de renouée du Japon sur le site de l'ancienne Poudrerie nationale d'Esquerdes, dans une zone polluée par les nitrates (après environ 40 ans d'abandon, et avant requalification par l'EPF, avec l'aide du conseil régional du Nord-Pas-de-Calais).

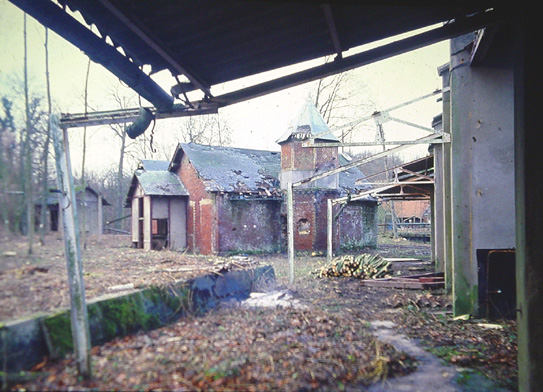
Quelques-uns des dizaines de bâtiments de la poudrerie, ici abandonnés depuis 40 ans environ, photographié entre 1987 et 1990, avant requalification du site.

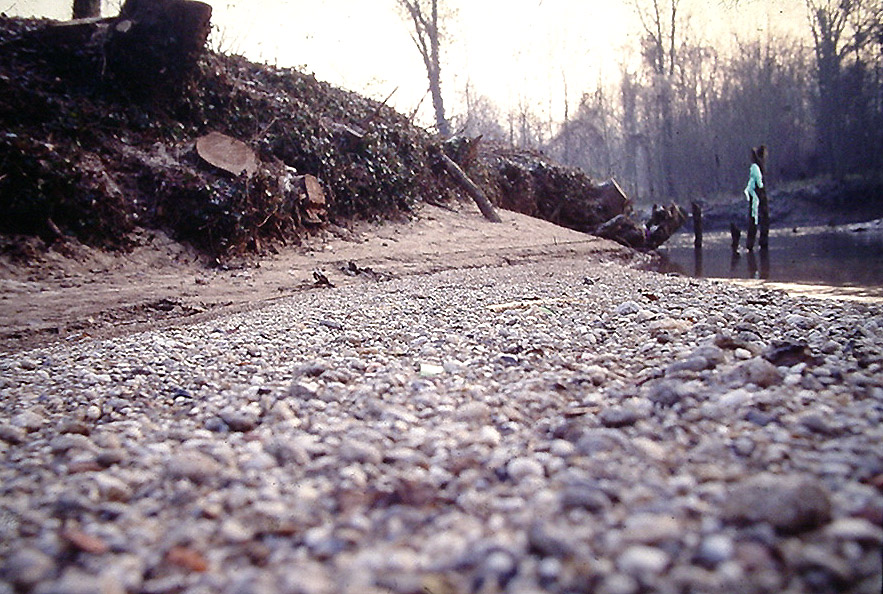
On pouvait en 1992 observer là la lamproie fluviatile et les remontées de civelles.. La dernière loutre connue de l'Aa aurait été tuée sur cette portion de rivière dans les années 1940.

## Histoire
Cette poudrerie fut créée à la fin du XVIIe siècle par la « Régie Royale des Poudres et Salpêtres » sous Louis XIV, par son ministre des affaires militaires, Michel Le Tellier. 
Deux moulins qui existaient alors sur le site furent transformés en moulins à poudre (broyage du salpêtre (aussi appelé « Nitre », qui donnera « nitrate ») et du charbon de bois produit à partir d'aulne glutineux dans la proche « carbonnerie » ou « carbonnière » entretenue dans la vallée de l'Aa. 
En 1883, des décrets d’expropriation permettent à l'état d'acquérir plusieurs dizaines de parcelles supplémentaires pour agrandir la poudrerie militaire d’Esquerdes ; 16 ha, 88 ares et 37 centiares sont ainsi achetés par l’état pour 82 425 F de l'époque
Cette poudrerie figure parmi les points stratégiques relevés sur les cartes  de la Première Guerre mondiale faites par les aviateurs anglais. 
Ses équipements devenant désuets, elle cessa ses activités en 1970, pour être définitivement fermée en 1972. 
Environ 130 bâtiments éparpillés dans un terrain de 26 ha servaient alors à abriter ou fabriquer les explosifs, non sans avoir pollué le sol par d'importantes quantités de nitrates (la nitre est en effet un des principaux composés de la poudre). Abandonnés durant environ 40 ans, certains de ces bâtiments étaient dans les années 1980 "transpercés" par des arbres qui ont recolonisé toute cette friche industrielle.

## Histoire et devenir du site
Le site a été acheté par divers propriétaires (un anglais, un belge), puis 13 sur 26 ha ont été achetés par la commune en 1995, et 10 ha par le Conseil général du Pas-de-Calais avant que la moitié du site soit acquise par le Conseil général afin de l'ouvrir au public (sur la seule partie dont il est propriétaire) après avoir été nettoyé et aménagé avec l'aide de l'EPF (Établissement public foncier, organisme régional qui associe l'État et le Conseil régional du Nord-Pas-de-Calais et l'État pour faire du portage foncier et un pré-aménagement de sites pollués et/ou à requalifier). L'autre partie du site a été achetée par une société civile immobilière de chasseurs, pour la chasse.
Ce site est épisodiquement touché par des inondations qui n'y sont pas anormales puisqu'il a été volontairement construit dans le lit mineur et majeur de l'Aa, justement pour qu'on puisse l'inonder en cas d'incendie pour limiter le risque d'explosion de munitions.
À l'initiative d'un sous-préfet de Saint-Omer, le site qui avait été colonisé par un important boisement spontané, a failli être rasé et déboisé pour donner du travail à des chômeurs. 
De nombreux arbres ont été coupés et certaines berges ont été à cette époque fortement déboisées. Le chantier a été stoppé faute d'autorisation de défrichement donnée par la DRAF.
En janvier 1999, le département du Pas-de-Calais, propriétaire d'une partie du site, y aménageait un parc arboré, un parking et un chemin de découverte pour accueillir le public qui peut notamment y apercevoir des lamproies remonter le cours de ce petit fleuve côtier. 

La commune prit en charge la rénovation du bâtiment principal, devenu désormais salle des fêtes, ainsi que la cheminée, inaugurées respectivement le 24 avril 1999 et le 9 juin 2000. Un petit clocheton de 1856, ornant l'un des bâtiments construits le long de la route a été conservé et restauré.

## Intérêt environnemental
C'est un site de grande valeur patrimoniale par ses restes d'architecture militaire, mais aussi par sa qualité de zone humide à ripisylves, élément important de la trame verte régionale. 

Il est particulièrement original de par le boisement spontané très dense qui l'avait colonisé (et qui a probablement contribué à le dépolluer de ses nitrates), localement accompagné d'une mégaphorbiaie également très dense, en aval de l'ancien marais de Lumbres. C'est sur ce site qu'on aurait tué la dernière loutre de l'Aa, après guerre, et on y voyait encore dans les années 1980-90 remonter les Lamproies].
D'autres milieux de grande valeur (Landes du Plateau d'Helfaut, coteaux calcaires, ancienne voie ferrée) situés à proximité en renforcent la valeur.